# Licinio Rufino
Licinio Rufino, Marcus Gnaeus Licinius Rufinus (ca. 210-240 d. C.)fue un funcionario imperial romano, senador y jurista de Tiatira en Lidia. Ocupó varios cargos de la alta burocracia imperial, fue gobernador de Nórico, y uno de los veinte senadores que lideraron la resistencia contra la invasión de Italia por parte de Maximino el Tracio en el año 238 d. C. Se le conoce a través de algunos fragmentos de su obra jurídica, las Regulae, y de inscripciones honoríficas erigidas en su honor en Tiatira, Tesalónica y Beroea.

## Biografía
Rufino nació en Tiatira, Lidia, probablemente a mediados del siglo III d. C. Así pues, como muchos juristas romanos del siglo III d. C., era culturalmente griego. Su doble praenomen puede indicar que descendía de colonos italianos. Debió de estudiar derecho romano y aprendido latín, pero no está claro dónde o cómo lo hizo.

### Carrera imperial
Inició su carrera imperial como équites, probablemente en el reinado de Caracalla (211-217 d. C.). Su primer cargo conocido es el de consiliarius Augusti, miembro del consejo que asesoraba diariamente al emperador. Fue nombrado Ab Epistulis, responsable de la correspondencia imperial en griego, y luego A studiis Augusti (tutor imperial). A continuación fue A rationibus (secretario de finanzas). Después fue probablemente A libellis (o tal vez responsis), secretario jurídico del emperador que tramitaba las peticiones presentadas al emperador y redactaba las respuestas imperiales. Basándose en las similitudes estilísticas con los textos jurídicos de Rufino, el académico Fergus Millar sugiere que Rufino ocupó provisionalmente el cargo de secretario de octubre de 222 a octubre de 223 (conocido en la erudición moderna como "secretario n.º 7"), a principios del reinado de Alejandro Severo (r. 222-235). Su destitución se habría producido tras el asesinato del prefecto del pretorio, Ulpiano en el verano de 223.
Probablemente en el reinado de Alejandro Severo, Rufino fue nombrado inter aedilicios al Senado romano y ejerció como pretor. Fue gobernador de la provincia de Nórico, la actual Austria, y comandante de la Legio II Italica. En algún momento posterior, alcanzó el estatus consular. Es posible que lo consiguiera sirviendo como uno de los cónsules electos o a través de una dispensa especial del emperador. En el año 238 d. C., fue uno de los veinte hombres designados por el Senado para liderar la oposición a la invasión de Italia por Maximino. Tras esto, Gordiano III lo nombró como amicus Caesaris ("amigo del Emperador").

### Inscripciones honoríficas
Rufino es honrado con cuatro inscripciones de su ciudad natal, Tiateria. De ellas se desprende que era un clarissimus de rango consular y amicus Caesaris ("amigo del Emperador"). Tres de estas inscripciones (TAM V.2 984-986) le honran como "fundador y benefactor" de la ciudad. La cuarta inscripción, erigida por una asociación de jardineros, es mucho más completa. En ella se le alaba por realizar embajadas ante el emperador para conseguir "todos los derechos" para Tiatira y por realizar generosas aportaciones monetarias a la ciudad. También hace un recuento cronológico de los cargos que había desempeñado al servicio imperial, lo que sirve de base para las reconstrucciones de su carrera por parte de los historiadores.
En algún momento, probablemente después de alcanzar el rango consular, Rufino actuó como abogado del Koinón de los macedonios "en el asunto de la contribución de los tesalios". Probablemente se trataba de una disputa sobre la cantidad de impuestos que la Liga Tesalia debía pagar al Koinón de los Macedonios, que había surgido después de que Tesalia fuera transferida de la provincia de Acaya a la provincia de Macedonia. Es probable que este caso se discutiera ante el emperador. Por ello, Rufino fue honrado con dos inscripciones, una en Tesalónica y la otra en Beroea. La inscripción de Tesalónica (IG X.2(1) 142) hace referencia a su condición de jurista, llamándolo "el más versado en las leyes".
Licinio Rufino tuvo un hijo, Gneo Licinio Rufino el menor, a quien se honró con dos inscripciones en Tiatira (TAM V.2 987–988).

## Escritos
Rufino escribió una obra de jurisprudencia en latín llamada Regulae ("ejemplares"), que constaba de doce o trece libros. Diecisiete extractos de esta obra están incluidos en el Digesto de derecho romano compilado bajo Justiniano. El Digesto conserva también una respuesta de Julius Paulus a una consulta de Rufino. Uno de los fragmentos de Rufino indica que escribió durante el reinado de Caracalla o, menos probablem, de Eliogábalo. Los fragmentos muestran una tendencia a enunciar explícitamente principios jurídicos básicos.

## Edición
- Lenel, Otto (1889). Palingenesia juris civilis; juris consultorum reliquiae quae Justiniani Digestis continentur ceteraque juris prudentiae civilis fragmenta minora secundum auctores et libros. Leipzig: Tauchnitz. pp. 559-562. OCLC 1050260661. Consultado el 17 de enero de 2024.